# تپه شغالی
تپه شغالی مربوط به هزاره ۴ تا هزاره اول قبل از میلاد است و در پیشوا، شمال شهر واقع شده و این اثر در تاریخ ۱۱ شهریور ۱۳۸۲ با شمارهٔ ثبت ۹۸۸۹ به‌عنوان یکی از آثار ملی ایران به ثبت رسیده است.